# Trypocopris inermis
Trypocopris inermis is een keversoort uit de familie mesttorren (Geotrupidae). De wetenschappelijke naam van de soort werd in 1832 gepubliceerd door Édouard Ménétries.